# Robert Wahlberg (filmproducent)
För den amerikanska skådespelaren, se Robert Wahlberg (skådespelare)
Karl Robert Erland Wahlberg, född 8 juni 1896 i Linköping, död 16 november 1968 i Stockholm, var en svensk filmproducent och biografägare.
Efter studentexamen i Linköping och officersutbildning vid Karlberg blev han officer 1917 vid I 3 i Örebro och därefter vid Göta livgarde i Stockholm. Wahlberg övergick 1919 till civil verksamhet och blev affärsman i filmbranschen i Amerika. Han återkom till Sverige 1931.
Wahlberg var ägare till filmproduktionsbolaget AB Stockholm Film som producerade filmen Pensionat Paradiset 1937. Hans huvudsakliga arbete var chefskapet för biografen Grand i Linköping som han drev under flera år.
Robert Wahlberg är begravd på Lidingö kyrkogård.

## Filmmanus och produktionsledare
- 1937 – Pensionat Paradiset